# Guillaume-Marie-Romain Sourrieu
Guillaume-Marie-Romain Sourrieu (ur. 27 lutego 1825 w Aspet, zm. 16 czerwca 1899 w Rouen) – francuski duchowny katolicki, arcybiskup Rouen i kardynał.

## Życiorys
Ukończył seminarium w Tuluzie, po czym przyjął święcenia kapłańskie 17 października 1847. Pracował jako spowiednik mnichów Najświętszego Serca Jezusowego, diecezjalny misjonarz, a także superior domu zakonnego. W diecezji Cahors był honorowym kanonikiem tamtejszej katedry.
25 września 1882 został biskupem Châlons-sur-Marne. Sakry udzielił mu biskup Pierre-Alfred Grimardias, ordynariusz Cahors. 21 maja 1894 przeniesiony na metropolię Rouen, w której pozostał do śmierci. Na konsystorzu z kwietnia 1897 kreowany kardynałem prezbiterem San Clemente wraz z dwoma innymi rodakami (abpem Lyonu Coullie i abpem. Rennes Labourem. Pochowany w katedrze w Rouen.